# José Alberto Aguilar Iñárritu
José Alberto Aguilar Iñárritu (11 de abril de 1954). Es un político y economista mexicano, miembro del Partido Revolucionario Institucional, fue diputado federal.

## Trayectoria
Es egresado de la licenciatura y maestría en Economía, ambas en la Universidad Nacional Autónoma de México, es licenciado en Economía por la Universidad Nacional Autónoma de México y cuenta con estudios de Derecho y Ciencia Política impartidos por la misma Universidad, donde también ha sido profesor. Cursó estudios el Instituto Nacional de Administración Pública y se desempeñó en trabajos de investigación en El Colegio de México. Ha sido diputado federal por el Estado de Baja California Sur a la LIX Legislatura, donde ocupó la Presidencia de la Comisión Especial para la Reforma del Estado, además de integrar las Comisiones de Defensa Nacional, Marina, Relaciones Exteriores, las Interparlamentarias México-Cuba y México-Estados Unidos y haber sido Presidente del Grupo de Amistad México-Estados Unidos y miembro del Grupo de Amistad México-Francia, así como de la representación de la Cámara de Diputados en el Foro Parlamentario Social Mundial.
Las iniciativas presentadas durante su labor como legislador fueron en materia de Régimen Político y Forma de Gobierno, Democracia y Sistema Electoral, Federalismo, Seguridad Nacional y Asuntos de Presupuesto de las Fuerzas Armadas.
En el Gobierno Federal desarrolló diversas funciones directivas en dependencias como IMSS, CFE, Secretaría de Programación y Presupuesto, Centros de Integración Juvenil, SEDUE, Secretaría Gobernación, IFE y BANOBRAS y se desempeñó en el ámbito privado como presidente y fundador del Grupo Decide.
Fue secretario técnico de la Conferencia de Gobernadores del Golfo de México y de la Comisión Binacional para el Desarrollo Fronterizo Tabasco-Petén. Representante de Tabasco ante la Coalición Binacional de Gobernadores por el Etanol y ante la Asociación Mundial de Ciudades Energéticas. Fue Consejero de The Washington Center para el Governor’s Iniciative Program Washington DC y asesor de UNICEF en materia de Gobiernos Locales y Desarrollo del Programa para la Conferencia sobre los Derechos del Niño. Trabajó en el Centro de Estudios Económicos y Demográficos en el Colegio de México, fue Coordinador de la Recopilación del Archivo "Espinosa de los Monteros" en el Departamento de Investigaciones Históricas del INAH y es Presidente de Regiones AC, Fundación de Desarrollo y miembro del Foro de Biarritz y del Grupo de Berkeley: U.S.-Mexico Futures Forum. 
Entre sus obras destacan “México en el Camino de la Tercera Vía. Hacia un Nuevo Pacto de la Diversidad”, Fecundidad, Economía y Sociedad: Un estudio estadístico de su correlación en México y América Central 1960-1980. Así como su ensayo intitulado “Hacia la Construcción del Nuevo Régimen Político de la Democracia en México: Gobierno de Gabinete.” y ha publicado diversos artículos en distintas revistas.
Ha dictado conferencias en universidades y foros tanto en México como en Estados Unidos, Francia, Inglaterra, China, España, India, Colombia, República Dominicana, Ecuador y Brasil, entre otros países y participa como analista en diferentes medios de comunicación sobre temas de gobernabilidad, democracia, sistema electoral, justicia, derechos humanos y relaciones internacionales.
El 25 de abril de 2007 fue nombrado secretario técnico de la Comisión para la Reforma del Estado del Congreso de la Unión.